# John Titor
John Titor is de naam die tijdens 2000 en 2001 op verschillende bulletinboards werd geplaatst door iemand die beweert een tijdreiziger uit het jaar 2036 te zijn.
In zijn berichten staat een aantal voorspellingen over de toekomst vanaf het jaar 2004. Sommige van deze voorspellingen zijn vaag, maar andere zijn juist heel specifiek. Tot op heden zijn er nog geen voorspellingen uitgekomen. Hij beschrijft een drastische verandering waardoor de Verenigde Staten in vijf kleinere landen wordt opgesplitst terwijl de omgeving en infrastructuur door een nucleaire aanval in puin liggen, en de meeste andere grootmachten zijn dan verpulverd.